# Mwamtani
Mwamtani è una circoscrizione rurale (rural ward) della Tanzania situata nel distretto di Itilima, Regione del Simiyu. Conta una popolazione di 10 648 abitanti (censimento 2012).